# سانجين ألاجيك
سانجين ألاجيك (مواليد 26 سبتمبر 1977) هو مدرب كرة قدم بوسني محترف ولاعب سابق.
كان مدربًا سابقًا لنادي سراييفو (الأكاديمية وفرق الشباب)، والأهلي، والقادسية (فريق الشباب)، والسالمية، وشمورين، ونيروبي سيتي ستارز.

## إنجازات
- دوري الدرجة الثانية الكيني (National Super League): مع نيروبي سيتي ستارز – موسم 2019–20.

### مدرب
نيروبي سيتي ستارز
- الدوري الكيني الممتاز : 2019–20

## روابط خارجية
- صفحة سانجين ألاجيك على Transfermarkt
- Sanjin Alagić - Wikipedia (بالإنجليزية)
- Sanjin Alagić at Sofascore